# Siostry Halama

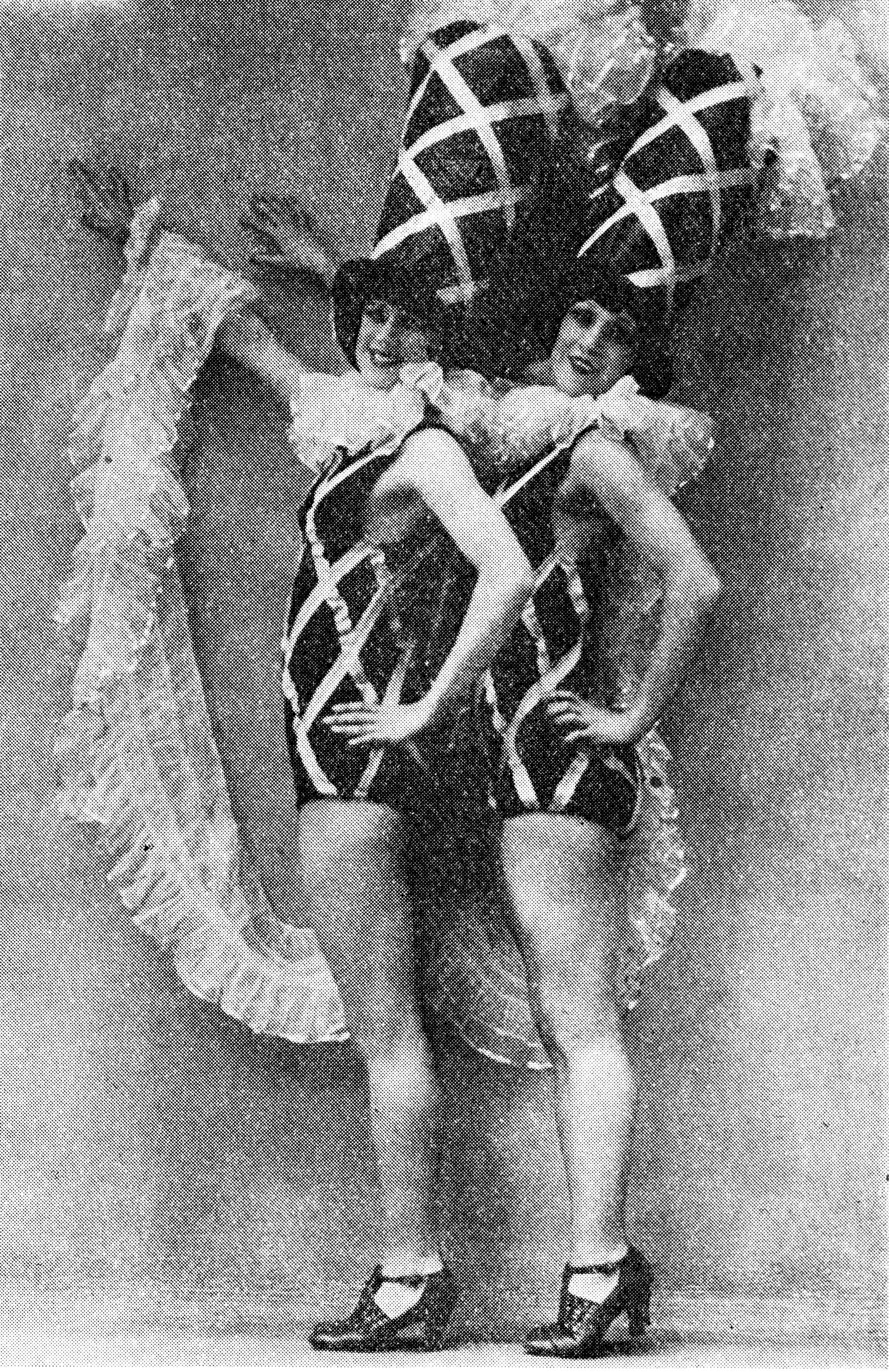
Loda i Zizi Halama w rewii Warszawa-Paryż w teatrze Karuzela (1928)

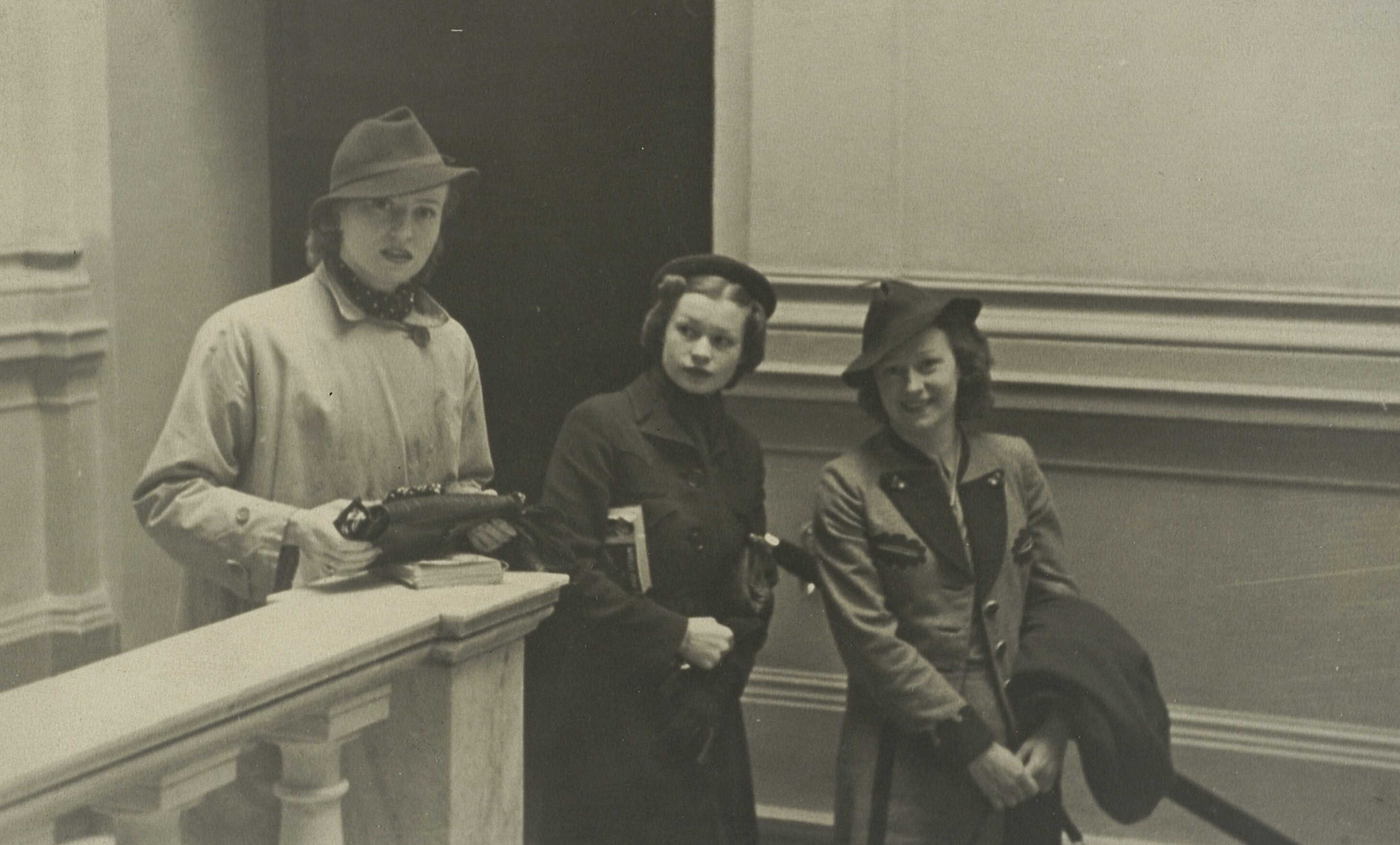
Siostry Halama

Siostry Halama – polski zespół taneczny, który tworzyła tancerka Marta Cegielska (ur. 1887, zm. 1985) wraz z córkami:
- Zizi Halamą, czyli Józefiną Halamą (ur. 1905, zm. 1975),
- Lodą Halamą, czyli Leokadią Halamą (ur. 1911, zm. 1996),
- Punią Halamą, czyli Alicją Halamą (ur. 1913, zm. 1998),
- Eną Halamą, czyli Heleną Halamą (ur. 1919, zm. 1957).

Do lat 30. XX wieku cztery siostry wraz z matką występowały głównie w warszawskich teatrach rewiowych takich jak Morskie Oko i Perskie Oko.

## Występy rewiowe (wybór)
- Szopka nad szopkami, 1927 (teatr Perskie Oko)
- Warszawa – Paryż, 1928 (teatr Karuzela) reż. Pawłowski
- Confetti, 1928 (teatr Morskie Oko)
- Wielka rewia karnawałowa, 1928 (teatr Morskie Oko)